# San Juan, San Miguel de Allende
San Juan är en ort i Mexiko.   Den ligger i kommunen San Miguel de Allende och delstaten Guanajuato, i den centrala delen av landet, 240 km nordväst om huvudstaden Mexico City. San Juan ligger 2 014 meter över havet och antalet invånare är 109.
Terrängen runt San Juan är huvudsakligen platt, men söderut är den kuperad. Runt San Juan är det ganska tätbefolkat, med 80 invånare per kvadratkilometer. Närmaste större samhälle är El Fraile, 2,4 km norr om San Juan. Trakten runt San Juan består till största delen av jordbruksmark.